# پنبه

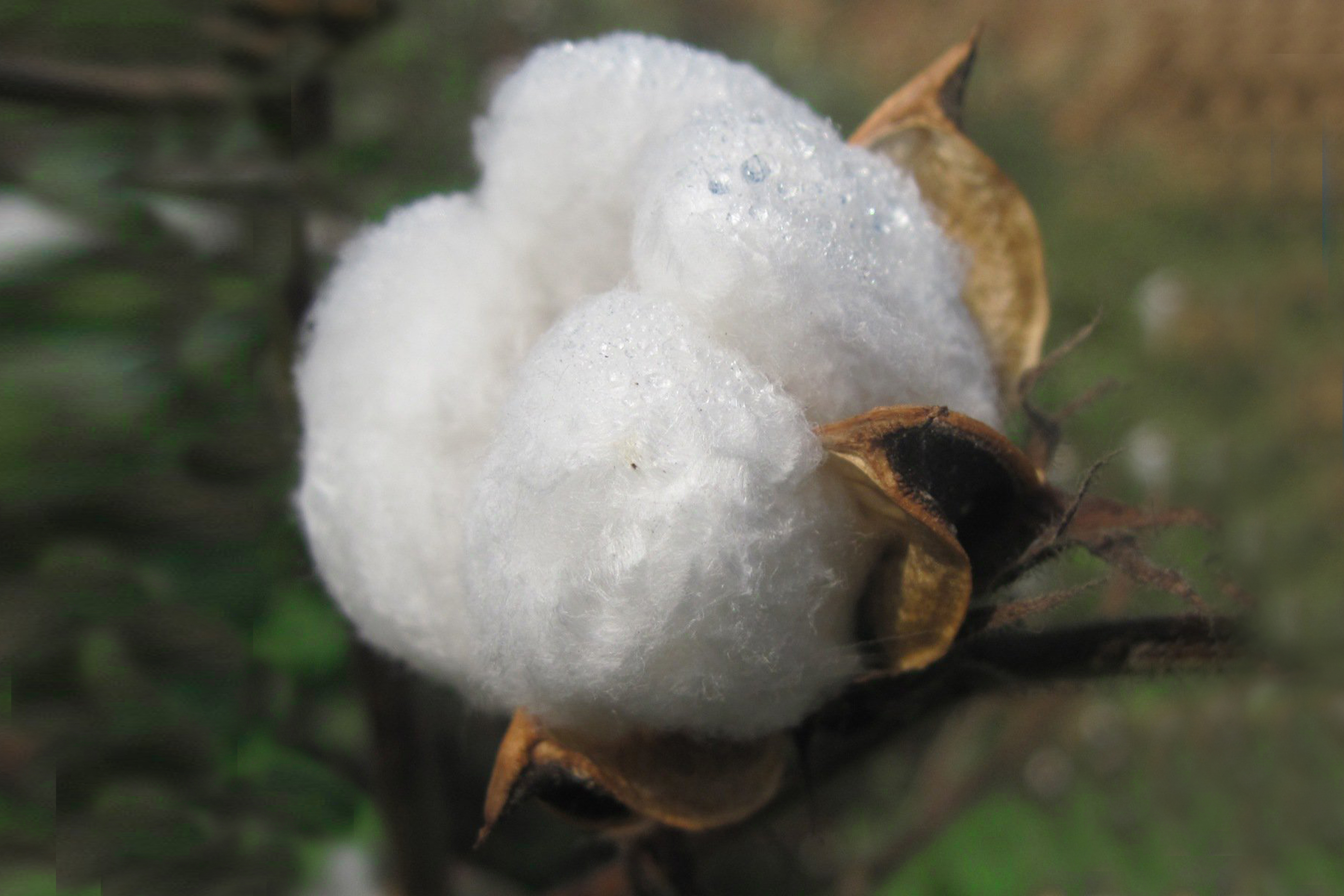
پنبه آماده برداشت.

پَنبه یک نوع محصول کشاورزی است که از الیاف پوشانندهٔ دانهٔ گیاه پنبه (با نام علمی Gossypium) به دست می‌آید. پنبه تشکیل‌شده از الیافی نرم و پف‌دار است که درون کپسولی به دور تخم‌های گیاه پنبه می‌روید. این الیاف از سلولز تشکیل شده‌اند و به دلیل ویژگی پوشانندگی، می‌توانند تخم‌های گیاه را با خود به مناطق دور ببرند و به گسترش گیاه کمک کنند.
گیاه پنبه بومی مناطق گرمسیری و نیمه گرمسیری سراسر جهان شامل قاره آمریکا، آفریقا، و هند است. بیشترین تنوع پنبه‌های وحشی نخست در مکزیک، و سپس در استرالیا و آفریقا یافت می‌شود. پنبه توسط ساکنان هر دو بر قدیم و بر جدید اهلی شد. بخش‌هایی از الیاف پنبه در کاوش‌های باستان‌شناسانه مربوط به ۵۰۰۰ سال پیش از میلاد در مکزیک و تمدن دره سند (پاکستان امروزی) پیدا شده‌اند.
این محصول که به دلیل مبادلات وسیع تجاری اش «طلای سفید» لقب گرفته‌است از اهمیت اقتصادی فراوانی برخوردار است. این گیاه در تولید نخ و پارچه به کار برده می‌شود. برای این منظور، الیاف آن را به شکل گسترده و رشته رشته درمی‌آورند تا دراز و پیچیده در هم شوند. نخ پدید آمده سپس برای تولید پارچه به کار گرفته می‌شود. اگرچه این روش از دیرباز تاکنون مرسوم بوده‌است، این تنها اختراع پنبه‌ریسی بود که هزینه تولید پارچه از این راه را پایین آورد و باعث بهره‌گیری گسترده از پنبه شد به گونه‌ای که امروزه پرکاربردترین الیاف به کار رفته در صنعت پوشاک است.
تخمین زده می‌شود که هم‌اکنون ۲۵ میلیون تن پنبه در هر سال تولید می‌شود. این میزان برابر با سطح زیر کشت ۲٫۵ درصد از زمین‌های کشاورزی روی زمین است. هم‌اکنون هند با تولید بیش از ۶ میلیون تن پنبه در سال بزرگ‌ترین تولیدکننده پنبه در جهان است و پس از آن چین و ایالات متحده آمریکا با اختلاف زیاد از سایر کشورها در جایگاه دوم و سوم قرار دارند.
برای نخستین بار پارچه پنبه‌ای در حدود ۱٬۹۰۰سال پیش از میلاد توسط تمدن دره سند در آسیای جنوبی بافته شد.

## کاربردها
یکی از استفاده‌های پنبه در صنعت نساجی است. استفاده‌هایی مانند پارچه‌های پنبه‌ای، جوراب، لباس زیر، لباس کودک، حوله‌ها، پارچه‌های مخملی، کلاه خواب و … نخ مورد استفاده در قلاب‌بافی و بافندگی نیز اغلب از جنس پنبه است.
بسیاری از پارچه‌ها تماماً از الیاف پنبه تولید می‌شوند. همچنین می‌توان برخی دیگر از الیاف را با پنبه مخلوط کرد و به این ترتیب خواص مورد نیاز دیگری به منسوج اضافه نمود. به عنوان نمونه مخلوط ابریشم مصنوعی با پنبه یا مخلوط الیاف مصنوعی مانند پلی‌استر با پنبه.
همچنین می‌توان نخ پنبه‌ای را با نخ کشیده شده مخلوط کرد و پارچه‌های کشباف مورد نیاز برای لباس‌هایی مانند شلوار جین و لباس‌های کشی تولید کرد.
علاوه بر صنعت نساجی، پنبه در تورهای ماهی‌گیری، صافی قهوه و چای، مواد منفجره (نیتروسلولز)، کاغذ و صحافی … استفاده می‌شود.
از پنبه‌دانهٔ باقی‌مانده نیز می‌توان برای تولید روغن (پس از پالایش) مانند هر روغن دیگری استفاده کرد.

## الیاف پنبه درنساجی

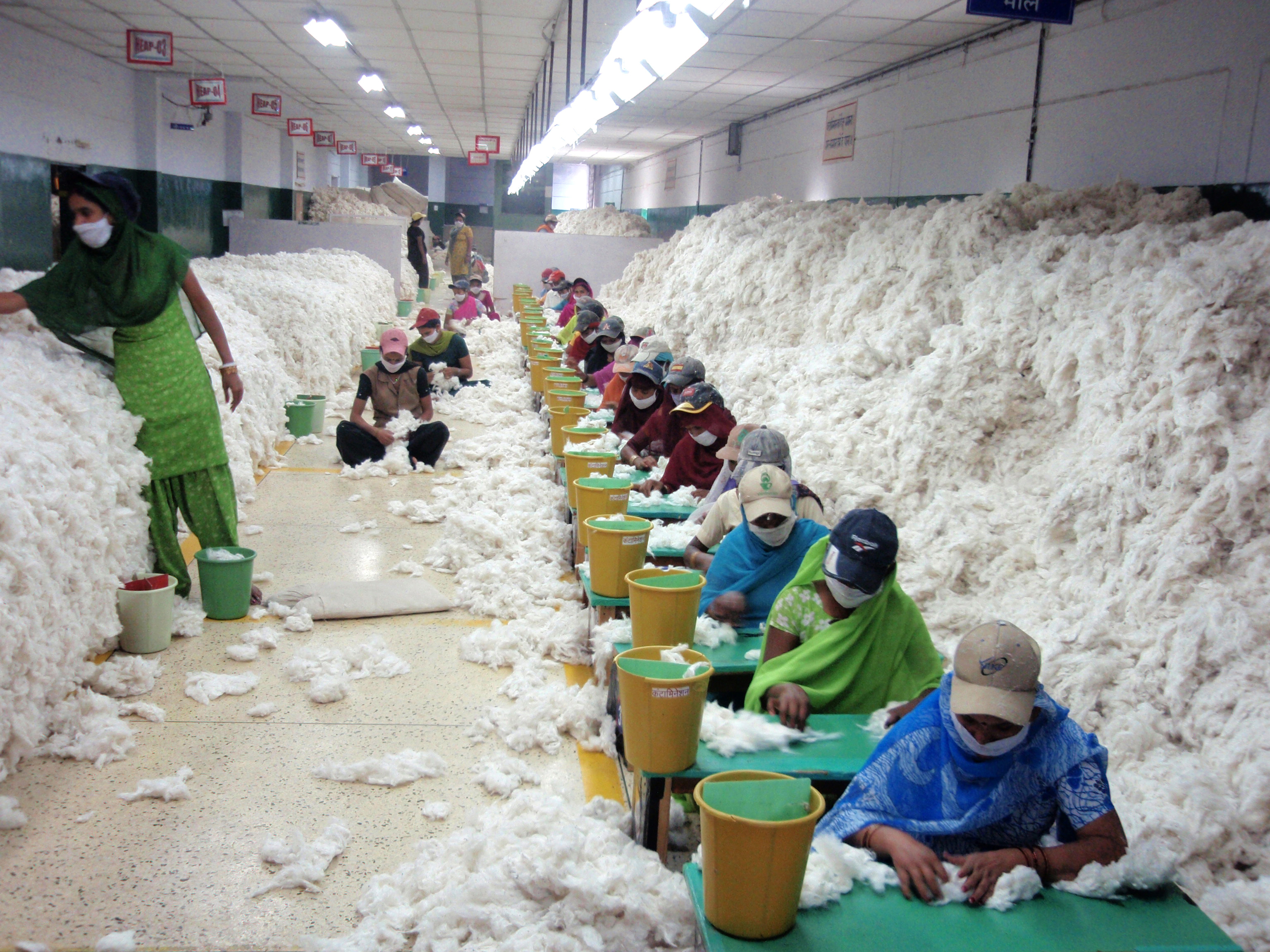
آلودگی‌زدایی پنبه قبل از فراوری در یک کارخانه پنبه‌زنی هندی.

پنبه از مهم‌ترین و پرکاربردترین الیاف طبیعی در نساجی است.
الیاف پنبه بر اساس طول به ۳ قسمت تقسیم می‌شوند. لینت (Lint) که گرانترین نوع می‌باشد، لینتر (Linter) با طولی متوسط و لینیت (Linit) که جهت تولید الیاف بازیافتی و تولید پتو و بالش استفاده می‌شود.
از گذشته تاکنون از الیاف پنبه بسته به کاربرد برای تولید نخ و پارچه استفاده می‌شود. این الیاف به دلیل جذب رطوبت مناسب، راحتی پوشش و در دسترس بودن به‌طور گسترده و در بخش‌های مختلف و به شکل‌های گوناگون مورد استفاده قرار می‌گیرند. مانند لباس کودکان، لباس زیر، دستمال کاغذی و لوازم بهداشتی، پانسمان‌ها، شلوار جین، کلاه خواب، حوله و … و به شکل بی بافت یا بافته شده است.

### ساختار لیف پنبه
پنبه از الیاف سلولزی و بر پایهٔ گلوکز است. در پنبه علاوه بر سلولز (به مقدار حدوداً بیشتر از ۹۵ درصد) مقداری وکس، پکتین، پکتوز، اسید پکتیک، رنگدانه یا پیگمنت و… وجود دارد
مولکول‌های سلولز پنبه که تحت عملیات مکانیکی و شیمیایی قبلی قرار نگرفته باشد، از پلیمرهای خطی که حاوی حداقل ۵۰۰۰ واحد انیدروگلوکز می‌باشند، تشکیل می‌گردد. معمولاً این مولکول‌ها در حالت جامد به شکل صفحات مسطح می‌باشند و در حضور آب این صفحات به‌طور منظم به هم چسبیده می‌باشند؛ ولی در بعضی مواقع برخی از آن‌ها از این حالت مسطح (Flat form) تبعیت نمی‌کند و خمش‌های مولکولی (Chain folding) در بعضی از الیاف سلولزی مشاهده می‌گردد.
مولکول‌های سلولز پنیه در حالت کاملاً گسترده و موازات محور فیبریل‌ها قرار دارند.
مطالعات به‌وسیلهٔٔ جذب نور ماورا قرمز (Infra red) نشان می‌دهد که اغلب گروه‌های هیدروکسیل با یکدیگر پیوند هیدروژنی برقرار می‌سازند. پیوند بین صفحات مولکول‌ها احتمالاً به‌وسیلهٔٔ نیروهای واندروالس حاصل می‌شود.
اخیراً با روش سانتریفیوژ تعداد ۱۰۰۰۰ واحد گلوکز که وزن مولکولی ۱۵۸۰۰۰۰ را نشان می‌دهد، برای سلولز پنبه ارائه شده‌است.
دیوار اولیه (Primary wall) پوسته‌ای به ضخامت ۰٫۱ میکرون با فیبریل‌های متقاطع و تحت زاویهٔ خطی نسبت به محور لیف تشکیل شده‌است. زمانیکه لیف متورم می‌گردد، تودهٔ سلولز یعنی دیوار ثانویه و فیبریل‌های آن‌ها تحت زاویه ۲۰ تا ۲۵ درجه نسبت به محور لیف قرار دارند. به دیوارهٔ اولیه و مغز لیف، لومن (Lumen) فشار وارد می‌سازند.
سطح مقطع و تصویر طولی لیف پنبه در زیر میکروسکوپ نوری، حالت لوبیایی شکل دارد و مغز لیف یا لومن به صورت خطی دیده می‌شود.
به دلیل وجود مقداری پکتوز و رنگدانهٔ طبیعی، همواره پنبهٔ خام به رنگ زرد تمایل دارد.

#### خصوصیات مناسب الیاف پنبه
طول متوسط الیاف طبیعی پنبه حدود ۱۴ تا ۳۶ میلی‌متر و قطر آن ۱۵–۲۰ میکرون می‌باشد. مقاومت لیف حدود ۶–۳ گرم بر دنیر و ازدیاد طول آن تا حد پارگی ۷–۵ درصد است.
پنبه در شرایط استاندارد ۲۲ درجه سانتی گراد و ۷۶ درصد رطوبت نسبی مقدار ۸ درصد رطوبت به خود جذب می‌کند. گروه‌های هیدروکسیل نقش مؤثری در جذب رطوبت دارند. چون می‌توانند به راحتی با مولکول‌های آب واکنش دهند. از این رو رنگرزی این لیف نیز دشوار نخواهد بود.

## تجارت جهانی

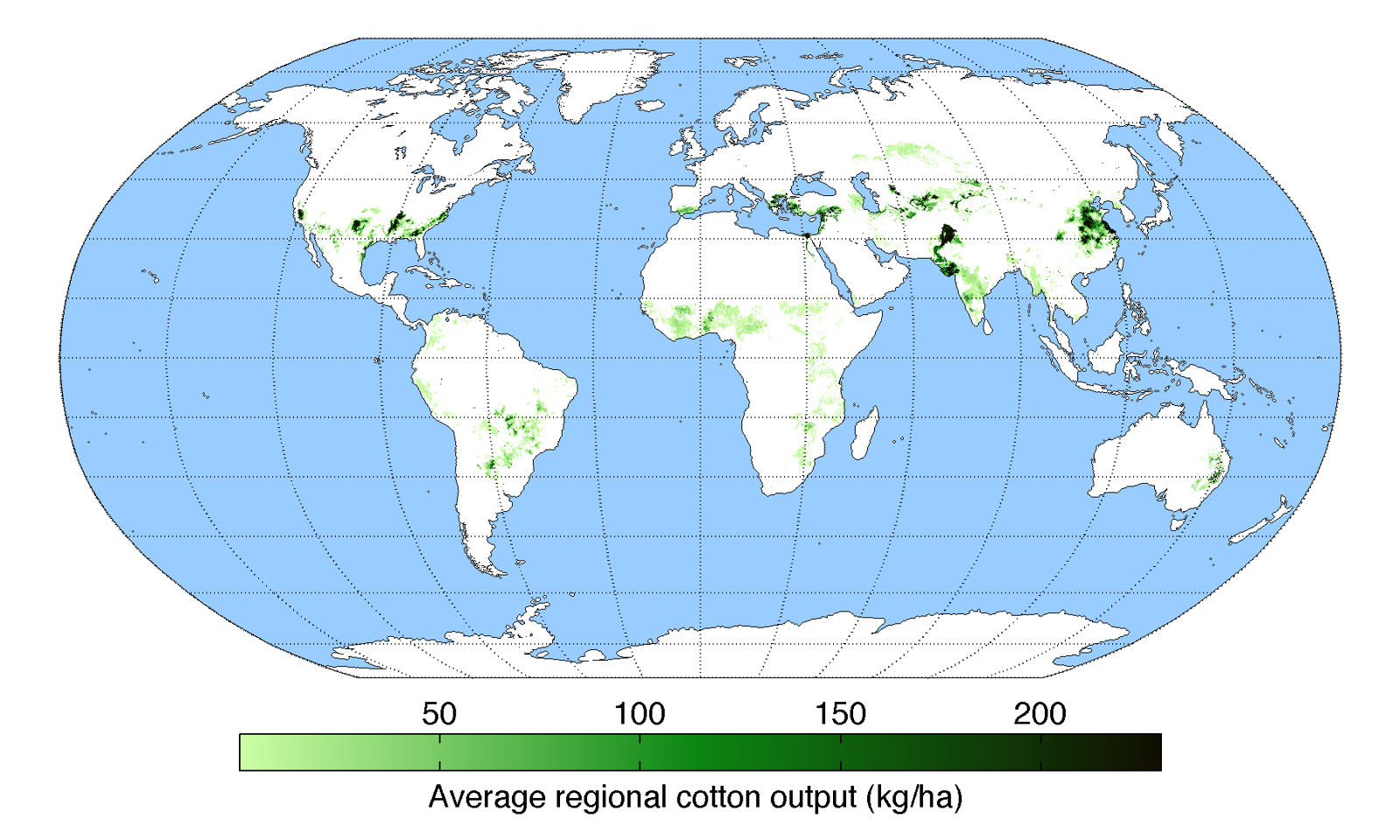
تولید جهانی پنبه

بزرگ‌ترین تولیدکنندگان پنبه در حال حاضر (۲۰۰۹) چین و هند هستند که قسمت عمدهٔ این تولید در صنایع نساجی کشور خودشان مورد استفاده قرار می‌گیرد. بزرگ‌ترین فروشندگان پنبه به صورت خام، آمریکا با ۴٫۹ میلیارد دلار و آفریقا با ۲٫۱ میلیارد دلار فروش می‌باشند. تجارت خارجی این ماده در حدود ۱۲ میلیارد دلار تخمین زده می‌شود.
تولیدکنندگان پنبه در آمریکا به‌شدت توسط یارانه دولتی به نرخ ۲ میلیارد دلار در سال حمایت می‌شوند، با این حال چین بزرگ‌ترین کشوری است که از طریق یارانه این بخش را حمایت می‌کند.
پنبه یک محصول بسیار مهم در جهان است، اما در بسیاری از کشورهای در حال توسعه، کشاورزان در قبال محصول خود مبلغ کمی دریافت می‌کنند یا برای رقابت با کشورهای توسعه یافته دچار مشکل می‌شوند.
| ۱۰ کشور برتر تولیدکننده پنبه (بر حسب ۱۰۰۰ تن متریک) | ۱۰ کشور برتر تولیدکننده پنبه (بر حسب ۱۰۰۰ تن متریک) | ۱۰ کشور برتر تولیدکننده پنبه (بر حسب ۱۰۰۰ تن متریک) |
| رتبه                                                | کشور                                                | ۲۰۱۹                                                |
| --------------------------------------------------- | --------------------------------------------------- | --------------------------------------------------- |
| ۱                                                   | هند                                                 | ۵٬۷۷۰                                               |
| ۲                                                   | ایالات متحده آمریکا                                 | ۳٬۹۹۹                                               |
| ۳                                                   | چین                                                 | ۳٬۵۰۰                                               |
| ۴                                                   | برزیل                                               | ۲٬۷۸۷                                               |
| ۵                                                   | پاکستان                                             | ۱٬۶۵۵                                               |
| ۶                                                   | ترکیه                                               | ۸۰۶                                                 |
| ۷                                                   | ازبکستان                                            | ۷۱۳                                                 |
| ۸                                                   | استرالیا                                            | ۴۷۹                                                 |
| ۹                                                   | ترکمنستان                                           | ۱۹۸                                                 |
| ۱۰                                                  | بورکینافاسو                                         | ۱۸۵                                                 |

پنج صادر کننده عمده پنبه در سال ۲۰۱۹ (۱) هند، (۲) ایالات متحده، (۳) چین، (۴) برزیل و (۵) پاکستان هستند.

## کشت

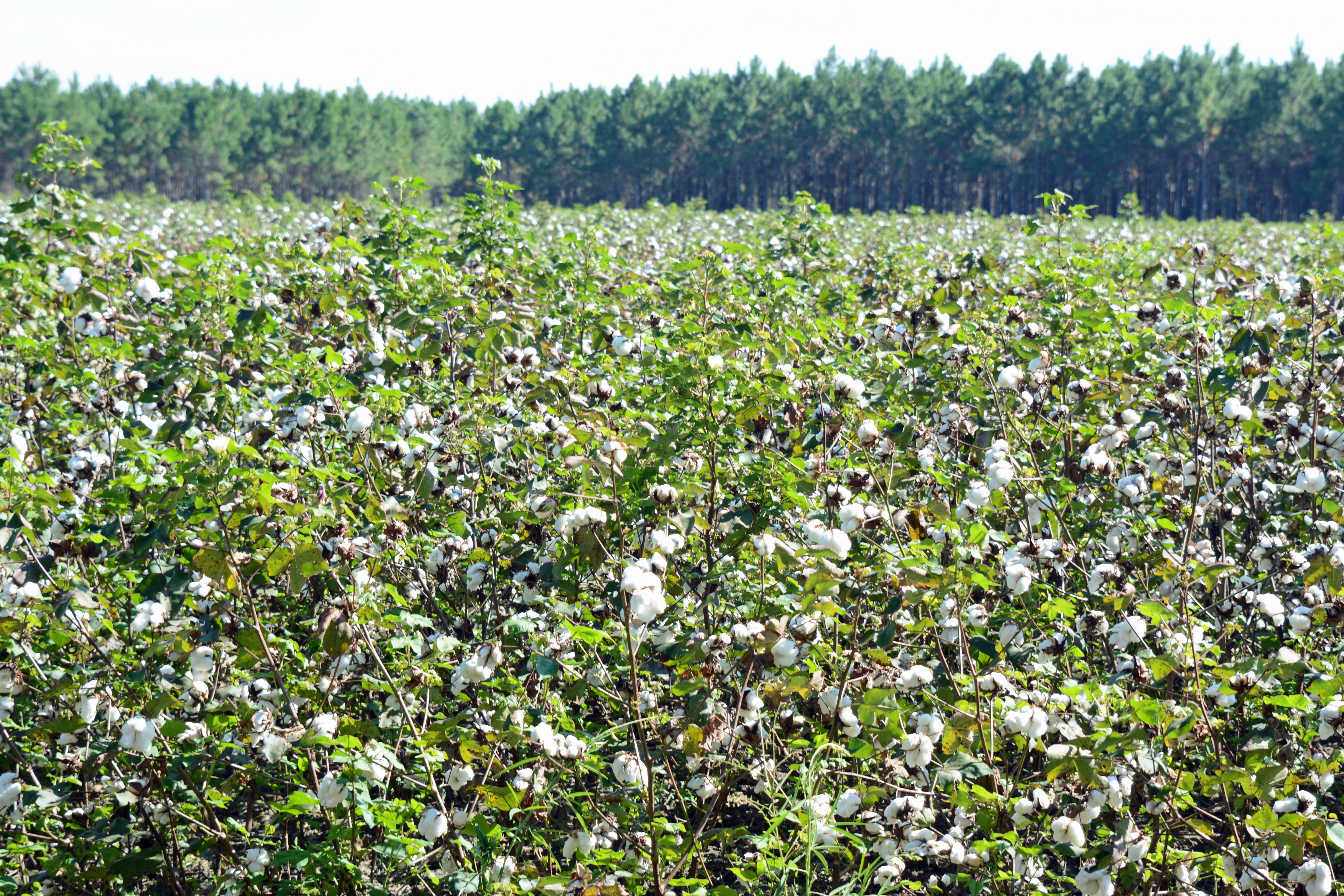
یک مزرعه پنبه

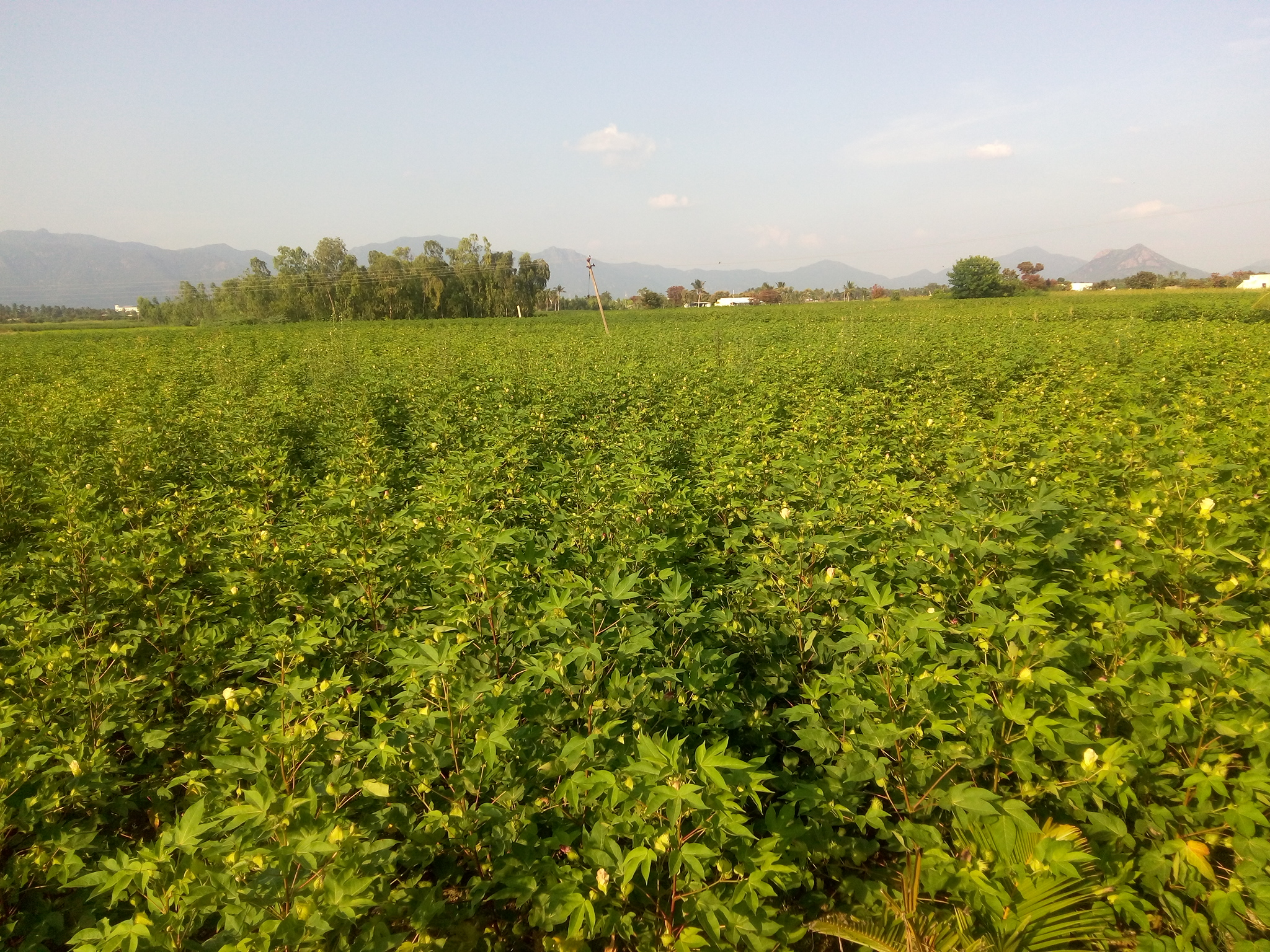
یک مزرعه پنبه در هند.

کشت موفقیت‌آمیز پنبه به دوره طولانی بدون یخبندان، آفتاب فراوان و بارندگی متوسط، معمولاً از ۶۰ تا ۱۲۰ سانتی‌متر نیاز دارد. معمولاً خاک باید نسبتاً قوی باشد، اگرچه لازم نیست سطح مواد مغذی استثنایی باشد. به‌طور کلی، این شرایط در مناطق گرمسیری و نیمه گرمسیری فصلی در نیمکره شمالی و جنوبی تأمین می‌شود، اما بخش بزرگی از پنبه کشت شده امروزی در مناطقی با بارندگی کمتر که آب را از طریق آبیاری به دست می‌آورند، کشت می‌شود. تولید محصول برای یک سال مشخص معمولاً خیلی زود پس از برداشت محصول پاییز قبل آغاز می‌شود. پنبه به‌طور طبیعی چند ساله است اما برای کمک به کنترل آفات به صورت سالانه کاشته می‌شود. زمان کاشت در بهار در نیمکره شمالی از اوایل اسفند تا اوایل خرداد متفاوت است. از آنجا که پنبه تا حدی مقاوم در برابر نمک و خشکی است، این امر آن را به یک محصول جذاب برای مناطق خشک و نیمه خشک تبدیل کرده‌است. هرچه منابع آبی در سراسر جهان تنگتر می‌شود، اقتصادهای متکی به آن با مشکلات و درگیری‌های بیشتر و همچنین مشکلات بالقوه زیست‌محیطی روبرو می‌شوند. به عنوان مثال، روش‌های نادرست کشت و آبیاری در مناطقی از ازبکستان، که پنبه صادرات عمده است، باعث بیابان زایی شده‌است. در زمان اتحاد جماهیر شوروی، دریای آرال برای آبیاری کشاورزی، عمدتاً برای پنبه، استفاده می‌شد و در حال حاضر شوری خاک به یک مشکل گسترده تبدیل شده‌است.

## در ایران
ایران از لحاظ اقلیمی محیطی مناسب برای کشت پنبه به‌شمار می‌رود و در سطح ۱۸ استان کشت می‌شود. در سال ۲۰۲۲، ایران حدود ۶۵ هزار تن پنبه تولید داشته و در جایگاه بیست و هفتم دنیا قرار دارد. به گفته کارشناسان، ایران ۲ برابر آنچه که تولید می‌کند پنبه وارد می‌کند.

## حسگرهای پوشیدنی از جنس پنبه
الیاف پنبه به دلیل ساختار متخلخل و قابلیت جذب بالا، بستر ایده‌آلی برای حسگرهای زیستی هستند. محققان MIT با آغشته کردن الیاف پنبه به نانوذرات طلا و مواد حساس به pH، حسگرهایی ساخته‌اند که می‌توانند سطح گلوکز خون یا تعریق بدن را از طریق لباس اندازه‌گیری کنند. این فناوری برای بیماران دیابتی و ورزشکاران حرفه‌ای بسیار مفید است. (منبع: "Cotton-Based Wearable Biosensors", Science Advances, 2023)

## پنبه در تصفیه هوا
پنبه به عنوان یک ماده طبیعی و پایدار، در حال انقلابی در سیستم‌های تصفیه هوای هوشمند ایجاد می‌کند. محققان مرکز تحقیقات مواد پیشرفته ژاپن با توسعه فیلترهای هوای مبتنی بر پنبه، راه‌حلی نوین برای مقابله با آلودگی هوای شهری ارائه کرده‌اند. این فیلترها از سه لایه تشکیل شده‌اند که هر کدام عملکرد خاصی در جذب و تجزیه آلاینده‌ها دارند. (منبع: "Multifunctional Cotton Air Filters for Smart Cities", Environmental Science & Technology, 2023)
مکانیسم عملکرد این فیلترهای هوشمند بسیار جالب توجه است. لایه اول که از پنبه خالص ساخته شده، ذرات درشت مانند گرد و غبار و گرده گیاهان را جذب می‌کند. لایه دوم که با نانوذرات نقره پوشانده شده، باکتری‌ها و ویروس‌های موجود در هوا را از بین می‌برد. اما لایه سوم که پیشرفته‌ترین بخش سیستم است، حاوی نانوذرات تیتانیوم دی‌اکسید اصلاح‌شده می‌باشد که تحت نور مرئی فعال می‌شود و قادر است ترکیبات آلی فرار (VOCs) و حتی ذرات ultrafine با قطر کمتر از 2.5 میکرون را تجزیه کند. (منبع: "Photocatalytic Cotton Filters for VOC Degradation", Applied Catalysis B: Environmental, 2023)
این فیلترهای پنبه‌ای چند مزیت کلیدی دارند:
1. بازدهی بالا با قابلیت حذف 98.7% از ذرات PM2.5 در آزمایش‌های میدانی
2. مصرف انرژی پایین به دلیل عملکرد در نور مرئی (حتی نور LED)
3. قابلیت شستشو و استفاده مجدد تا 50 بار بدون کاهش کارایی
4. تجزیه‌پذیری زیستی کامل پس از پایان عمر مفید
(منبع: "Sustainable Air Purification Technologies", Nature Sustainability, 2023)
کاربردهای این فناوری بسیار گسترده است. از سیستم‌های تهویه ساختمان‌های هوشمند گرفته تا فیلترهای قابل حمل در خودروها و حتی ماسک‌های تنفسی پیشرفته. در آزمایشی در توکیو، استفاده از این فیلترها در سیستم‌های تهویه یک مدرسه باعث کاهش 65 درصدی علائم تنفسی در دانش‌آموزان شده است. (منبع: "Field Study of Cotton Air Filters in Urban Areas", Building and Environment, 2023)
پژوهشگران در حال کار بر روی نسل بعدی این فیلترها هستند که قادر خواهند بود با اتصال به اینترنت اشیا، اطلاعات کیفیت هوا را در لحظه تحلیل کرده و عملکرد خود را بهینه کنند. این سیستم‌های هوشمند می‌توانند به صورت خودکار با توجه به سطح آلودگی، سرعت تصفیه را تنظیم نمایند. (منبع: "IoT-Enabled Smart Air Purification Systems", Advanced Intelligent Systems, 2023)
با توجه به رشد روزافزون آلودگی هوا در شهرهای بزرگ، فیلترهای هوشمند مبتنی بر پنبه به عنوان یک راه‌حل پایدار، مقرون‌به‌صرفه و کارآمد در حال تبدیل شدن به بخشی ضروری از ساختمان‌های آینده هستند. این فناوری نمونه بارزی از ترکیب مواد طبیعی با نانوتکنولوژی برای حل مشکلات جهانی است. (منبع: "Green Technologies for Urban Environments", Science of The Total Environment, 2024)